# CRH Concrete
CRH Concrete A/S er en dansk producent af betonelementer og en byggevirksomhed, der opfører råhuse i beton. Virksomheden har hovedkvarter i Viby Sjælland med 9 afdelinger i Danmark. CRH's produkter leveres under mærker som Betonelement, Dalton, Expan, Montage, Modulbad og Industri. CRH Concrete A/S blev etableret i 1999, mens moderselskabet irske CRH blev etableret i 1970. I 2022 var CRH Concretes årsomsætning på 2 mia. kroner, og der var ca. 1.200 ansatte i Danmark.